# Schwitzhütte

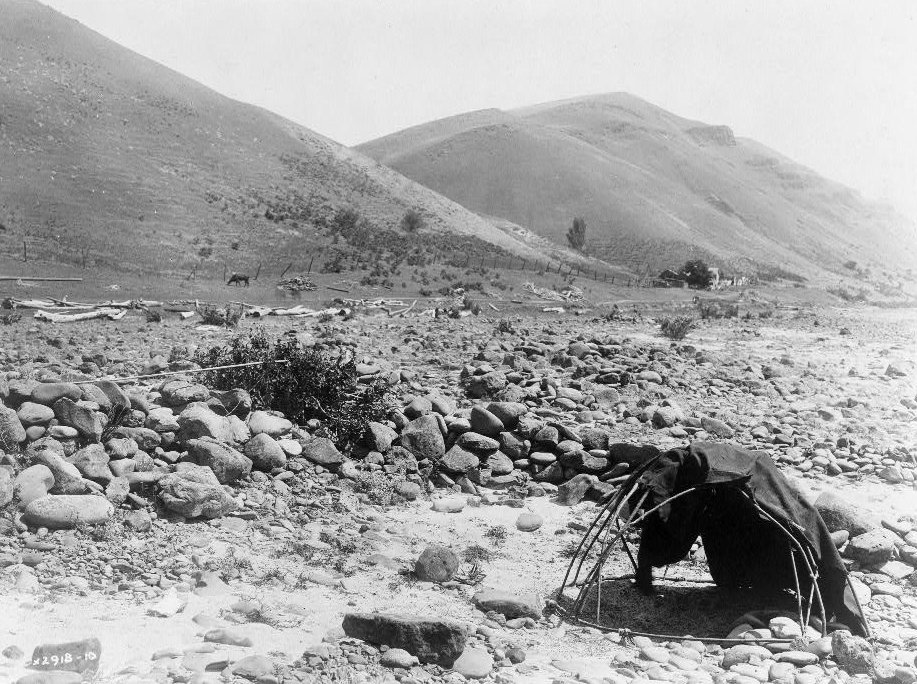
Schwitzhütte der Nez Percé, Edward Curtis 1910

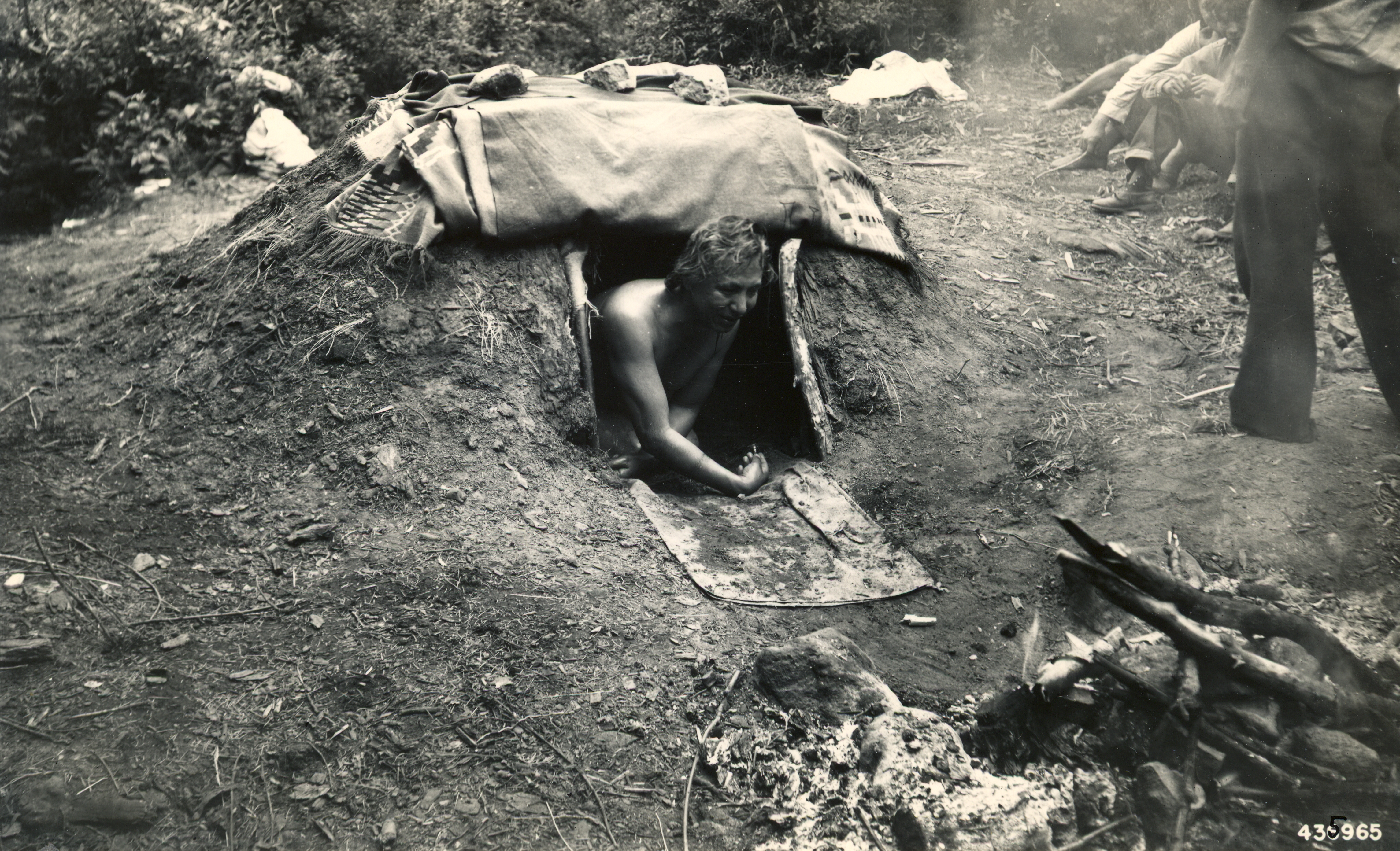
Schwitzhütte in Columbia 1937

Die Schwitzhütte bzw. das Schwitzhüttenritual ist ein vor allem im Zusammenhang mit den indigenen Kulturen Nord- und Mittelamerikas anzutreffendes Phänomen, ähnliche Bauten finden sich allerdings auch in Irland. Die Schwitzhütte dient neben ihrer rituellen Bedeutung, die sich je nach Region stark unterscheiden kann, auch heilenden und hygienischen Zwecken. In dieser Hinsicht ist sie entfernt mit der ursprünglich aus Nordeuropa stammenden Sauna vergleichbar.

## Nordamerika
Archäologische Funde belegen Schwitzhütten in unterschiedlichen Kulturkreisen Nord- und Mittelamerikas. Funde einer Siedlung mit Schwitzhütten im Simcoe County in Ontario werden auf das 17. Jahrhundert datiert. Am bekanntesten dürfte die Inipi- oder Intipi-Zeremonie der Sioux sein. Sie gehört zu den Heiligen Sieben Riten, die den Sioux durch die Kulturbringerin Whope (deutsch „Die Schöne“) bzw. die White Buffalo Woman („Weiße Büffelfrau“) überbracht wurde. Die Bezeichnung leitet sich aus der Sprache der Lakota, dem Lakȟótiyapi ab – In- Lakota Inyan ‚Stein, Fels‘ sowie Lakota Pi ‚Marker für den Plural‘. Eine einheitliche Zeremonie existiert nicht; Form und Inhalt erschließen sich der Medizinperson eines Stammes individuell und exklusiv in langjähriger Praxis aus Visionen und der Kommunikation mit individuellen und stammeszugehörigen Geistern. Daraus entsteht für den einzelnen Stamm ein heiliges Ritual. Mit der zunehmenden Besiedlung Nordamerikas durch Europäer und der damit einhergehenden Missionierung der indigenen Völker geriet auch dieses Ritual unter Druck und war in den USA seit 1873 als religiöse Handlung ausdrücklich verboten. Eine Liberalisierung trat erst in den 1930er-Jahren ein. Die Zeremonie wurde jedoch im Untergrund weiter ausgeführt und seit der Liberalisierung besonders von den Lakota wieder praktiziert. Durch die Unterdrückung kultureller Inhalte und den allgemeinen Niedergang der indigenen Kulturen ist die Bedeutung des Rituals weitgehend verlorengegangen. Die Gegenwartskultur nordamerikanischer Indianer umfasst dadurch eine Vielzahl nicht mehr differenzierter spiritueller Vorstellungen. Daraus hat sich ein übergreifendes pan-indianisches „Mutter-Erde“-Konzept entwickelt, welches nicht mehr berücksichtigt, dass amerikanisch-indianische Nationen eine Vielzahl unterschiedlicher erdverbundener Göttinnen kannten.

## Bau der Hütte

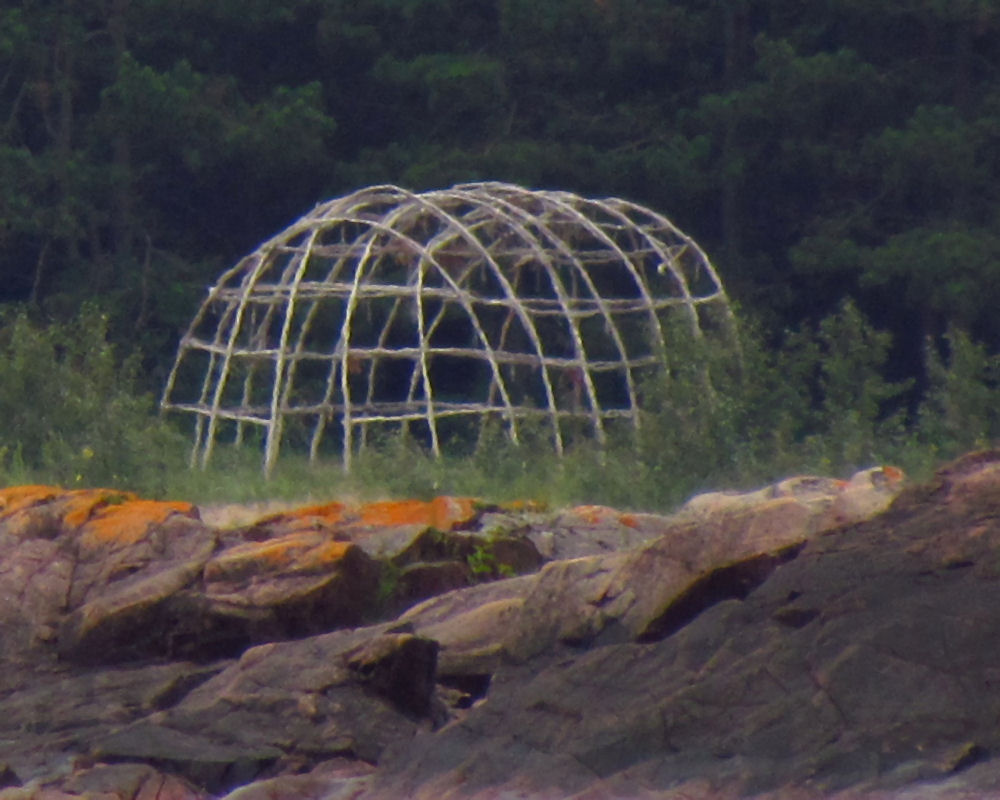
Gerüst einer Schwitzhütte der Ojibwe am Lake Superior, Kanada

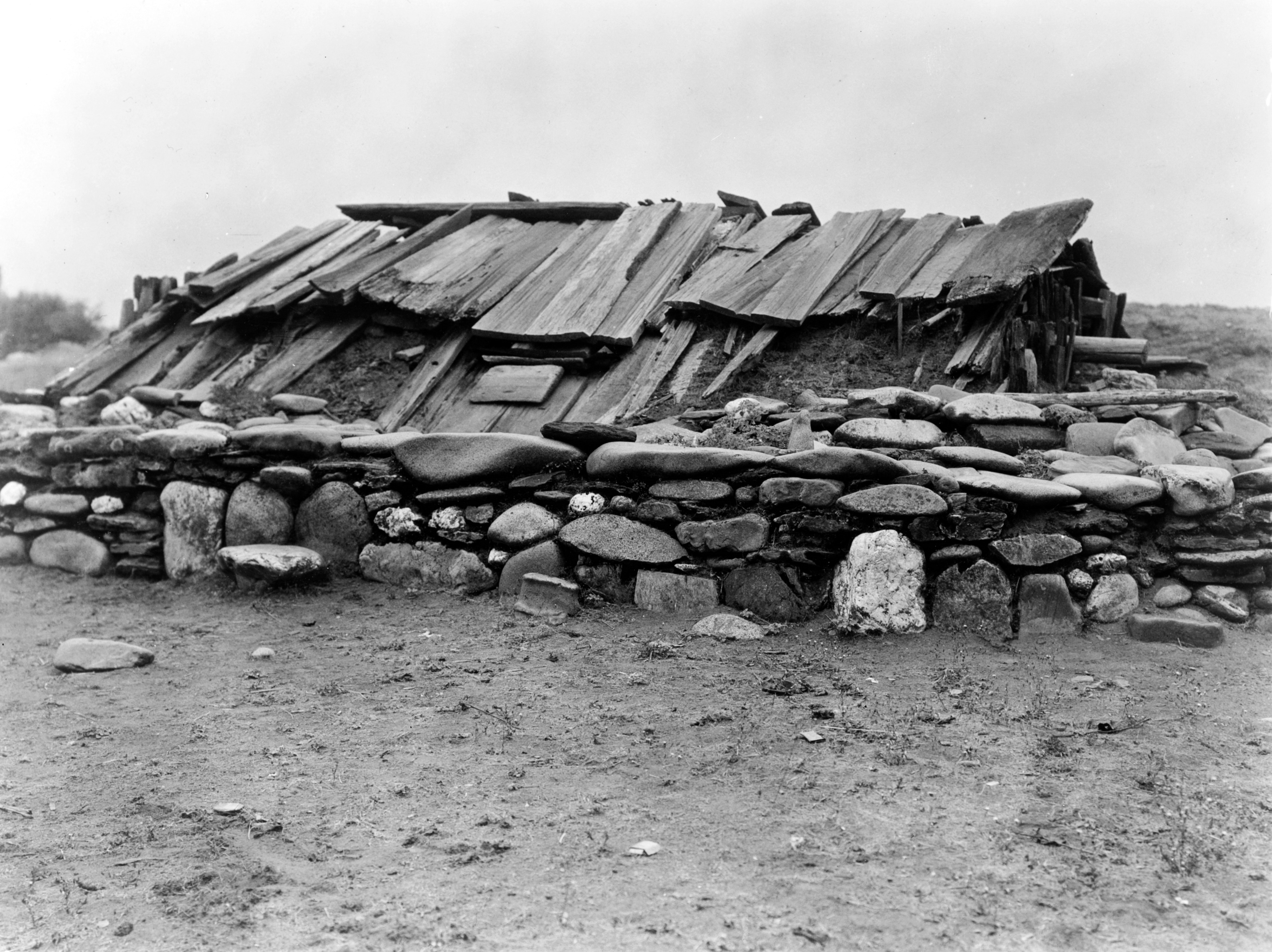
Schwitzhütte der Hoopa, Kalifornien, 1923

Eine indianische Schwitzhütte kann verschiedene Formen haben: Von einer einfachen, bedeckten Erdgrube über rechteckige, flache Holzhäuser, kleine runde Lehmhütten, Anbauten an Wohnhäusern bis zu einer Kuppel aus Weidengeflecht, die ursprünglich von den Prärieindianern benutzt wurde. In dieser traditionellen Form wird die Schwitzhütte in einem rituellen Vorgang aus Weidenstäben oder Haselnussruten errichtet. Die Stäbe werden in vorbereitete Löcher gesteckt, in Bögen angeordnet und durch vier Ringe kuppelförmig miteinander verbunden. In der Mitte der Hütte wird ein Loch für die heißen Steine gegraben. Zum Gebrauch deckt man das Gerüst mit Fellen oder Decken ein. Eine Lakota-Schwitzhütte ist etwa 5 bis 7 Fuß (1,5 bis 2 m) hoch und bietet 7 bis 8 Menschen Platz, es gibt aber auch deutlich größere Schwitzhütten bis zu 25 Personen, z. B. bei Sonnentänzen. Der Schwitzhüttenbau unterliegt differenzierten Regeln und variiert stark.

## Feuer und Steine
Das Feuer ist ein Schichtfeuer. Dicke Äste werden quadratisch und kreuzweise in mehreren Lagen aufgeschichtet. In mittleren Lagen werden die 15 bis 20 cm großen Steine eingebracht, und von weiteren Holzlagen überdeckt. Der so entstehende Holzstapel misst etwa 1,2 × 1,2 Meter und ist etwa einen Meter hoch. Das Feuer bringt in etwa zwei bis drei Stunden die Steine im Dunkeln optisch erkennbar zum Glühen. Es muss dann während der Zeremonie mindestens weitere zwei Stunden erhalten werden. Dafür ist ein entsprechender Holzvorrat erforderlich. Die Steine sollen möglichst trocken (keine Flusssteine) sein, damit sie in der Hitze nicht gefährlich reißen, und keine Stoffe enthalten, die unter Hitze ausdünsten – Kalkstein z. B. ist ungeeignet.

## Verbreitung
Weltweite Schwitzbadtraditionen und zahlreiche archäologische Funde in Nordeuropa (insbesondere in Irland und Finnland) lassen vermuten, dass in vielen Kulturkreisen Schwitzhüttenkonstruktionen zu rituellen Zwecken genutzt wurden.

## Aneignung und Entfremdung
Wie viele andere Rituale ist auch das Schwitzhüttenritual zum Gegenstand kultureller Aneignung, Entfremdung und kommerzieller Ausbeutung durch kulturfremde Personen und Gruppen geworden. Die Sozialforscherin Christina Welch stellt fest, dass indigene Spiritualität meistens von westlichen oder New-Age-beeinflussten Autoren beschrieben und aus deren Perspektive wahrgenommen und interpretiert werde. Dies biete Anknüpfungspunkte für die New-Age-Bewegung und den Neopaganismus, die als Antwort auf den westlichen Zwiespalt zwischen Natur und Technologie nach Heiligkeit im Alltag suchten und indigene Spiritualität als „goldenes Zeitalter“ eines fantasierten indigenen Lebens betrachteten. In dieser westlich geprägten Vorstellung nehme die Schwitzhütte die Funktion des Schoßes der „Mutter Erde“ ein.
Die Durchführung von an Zeremonien indigener nordamerikanischer Kulturen angelehnten Schwitzhüttenritualen außerhalb ihres ursprünglichen Kontexts wird insbesondere wegen ihres kommerziellen Charakters kritisiert. Vertreter indigener nordamerikanischer Gruppen lehnen diese Kommerzialisierung ihrer Zeremonien durch „pseudo-indianische Scharlatane und New-Age-Möchtegerne“ (siehe auch „Plastikschamane“) scharf ab. Angehörige der Lakota veröffentlichten 1994 eine symbolische „Kriegserklärung“ gegen „Profiteure“ und „Ausbeuter der Lakota-Spiritualität“ auch indigener Herkunft. 2003 verkündeten Medizinleute verschiedener Nationen, so der Arapaho, Cheyenne, Cree, Sioux, unter der Leitung von Arvol Looking Horse den Beschluss, Nichtindianer von heiligen Riten auszuschließen.
Durch unsachgemäße Durchführung von Schwitzhüttenritualen kam es wiederholt zu schwerwiegenden Unfällen. Im Santa Barbara County in Kalifornien starb 1980 ein 31 Jahre alter Mann nichtindianischer Abstammung. Nachdem er sich einer Reihe von Ritualen unterzogen hatte, zu der auch ein Schwitzhüttengang gehörte, wurde er unbekleidet in einer mit Weidenzweigen und Büffelfellen bedeckten Grube tot aufgefunden. Der Mann soll an Diabetes gelitten, dies aber verschwiegen haben. Der Veranstalter hatte ihn und einen weiteren Teilnehmer, der überlebte, zurückgelassen und war erst nach vier Tagen zurückgekehrt. Der Vorfall ereignete sich auf einem Landstück, das von den Chumash als heilig angesehen wird. Diesem Volk gehörte der Veranstalter nicht an. 2009 kamen bei einem Ritual in Sedona in Arizona, das ein nichtindigener Motivationstrainer für eine Teilnahmegebühr von 10.000 US-Dollar pro Person angeboten hatte, zwei Menschen ums Leben, eine dritte Person starb später in einem Krankenhaus. Rund 20 weitere Teilnehmer mussten sich in ärztliche Behandlung begeben. Bei den Teilnehmern war es zu Verbrennungen, Atemlähmungen, multiplem Organversagen und Dehydrierung gekommen. Der Veranstalter wurde wegen fahrlässiger Tötung zu einer mehrjährigen Haftstrafe verurteilt. Vertreter indigener Gruppen kritisierten die Veranstaltung als „betrügerische Zeremonie“ und warfen dem Anbieter Ignoranz und Falschdarstellung vor. Mitglieder des Oglala-Sioux-Stammes reichten bei einem US-amerikanischen Bundesgericht eine Klage gegen den Veranstalter ein. Sie warfen ihm eine Schädigung des Ansehens nativer Zeremonien vor.